# Rıdvan Baygut
Rıdvan Baygut (3 de marzo de 1985) es un deportista turco que compite en taekwondo. Ganó una medalla en el Campeonato Mundial de Taekwondo de 2011, y tres medallas en el Campeonato Europeo de Taekwondo entre los años 2008 y 2012.

## Palmarés internacional
| Campeonato Mundial | Campeonato Mundial       | Campeonato Mundial | Campeonato Mundial |
| Año                | Lugar                    | Medalla            | Categoría          |
| ------------------ | ------------------------ | ------------------ | ------------------ |
| 2011               | Gyeongju (Corea del Sur) | Medalla de bronce  | –74 kg             |
| Campeonato Europeo |                          |                    |                    |
| Año                | Lugar                    | Medalla            | Categoría          |
| 2008               | Roma (Italia)            | Medalla de oro     | –72 kg             |
| 2010               | San Petersburgo (Rusia)  | Medalla de oro     | –74 kg             |
| 2012               | Mánchester (Reino Unido) | Medalla de plata   | –74 kg             |